# Trebaseleghe
Trebaseleghe is een gemeente in de Italiaanse provincie Padua (regio Veneto) en telt 11.535 inwoners (31-12-2004). De oppervlakte bedraagt 30,7 km2, de bevolkingsdichtheid is 376 inwoners per km2.

## Demografie
Trebaseleghe telt ongeveer 3901 huishoudens. Het aantal inwoners steeg in de periode 1991-2001 met 16,3% volgens cijfers uit de tienjaarlijkse volkstellingen van ISTAT.
| Jaar | Inwoneraantal |
| ---- | ------------- |
| 1991 | 9454          |
| 2001 | 10.998        |

## Geografie
De gemeente ligt op ongeveer 22 m boven zeeniveau.
Trebaseleghe grenst aan de volgende gemeenten: Camposampiero, Massanzago, Noale (VE), Piombino Dese, Scorzè (VE), Zero Branco (TV).

## Sport
In de deelgemeente Silvelle vonden de Europese kampioenschappen veldrijden 2019 plaats.

## Geboren
- Enzo Zotti (1933), senator en hoogleraar heelkunde aan de universiteit van Padua

Abano Terme · Agna · Albignasego · Anguillara Veneta · Arquà Petrarca · Arre · Arzergrande · Bagnoli di Sopra · Baone · Barbona · Battaglia Terme · Boara Pisani · Borgoricco · Bovolenta · Brugine · Cadoneghe · Campo San Martino · Campodarsego · Campodoro · Camposampiero · Candiana · Carceri · Carmignano di Brenta · Cartura · Casale di Scodosia · Casalserugo · Castelbaldo · Cervarese Santa Croce · Cinto Euganeo · Cittadella · Codevigo · Conselve · Correzzola · Curtarolo · Due Carrare · Este · Fontaniva · Galliera Veneta · Galzignano Terme · Gazzo · Granze · Legnaro · Limena · Loreggia · Lozzo Atestino · Maserà di Padova · Masi · Massanzago · Megliadino San Fidenzio · Megliadino San Vitale · Merlara · Mestrino · Monselice · Montagnana · Montegrotto Terme · Noventa Padovana · Ospedaletto Euganeo · Padua · Pernumia · Piacenza d'Adige · Piazzola sul Brenta · Piombino Dese · Piove di Sacco · Polverara · Ponso · Ponte San Nicolò · Pontelongo · Pozzonovo · Rovolon · Rubano · Saccolongo · Saletto · San Giorgio delle Pertiche · San Giorgio in Bosco · San Martino di Lupari · San Pietro Viminario · San Pietro in Gu · Sant'Angelo di Piove di Sacco · Sant'Elena · Sant'Urbano · Santa Giustina in Colle · Santa Margherita d'Adige · Saonara · Selvazzano Dentro · Solesino · Grantorto · Stanghella · Teolo · Terrassa Padovana · Tombolo · Torreglia · Trebaseleghe · Tribano · Urbana · Veggiano · Vescovana · Vighizzolo d'Este · Vigodarzere · Vigonza · Villa Estense · Villa del Conte · Villafranca Padovana · Villanova di Camposampiero · Vo
1. ↑  https://demo.istat.it/?l=it.